# Crisos
Dans la mythologie grecque, Crisos (en grec ancien Κρῖσος) est le fils de Phocos,.
Par son père, il est descendant d'Éaque, et par sa mère, Astérodia, il se rattache à la race de Deucalion.
Crisos a pour frère jumeau Panopée, avec lequel il ne s'entend guère, les deux enfants se querellant dès le sein de leur mère.
Il est l'époux d'Antiphatée, avec qui il a un fils, Strophios, lequel avec Anaxibie, la sœur d'Agamemnon, engendre Pylade, le cousin et l'ami d'Oreste. 
Crisos est le fondateur de la ville de Crissa, sur les pentes sud du Parnasse,. 